# Stazione di Castro-Pofi-Vallecorsa
La stazione di Castro-Pofi-Vallecorsa è una fermata ferroviaria posta sulla linea Roma-Napoli via Cassino. È gestita da RFI, ed è stata costruita per servire le città di Castro dei Volsci, sul cui comune è ubicata la stazione, Pofi, e Vallecorsa, quest'ultimo centro abitato posto su una collina ai piedi del Monte Calvilli, nei Monti Ausoni.

## Storia
La stazione è stata inaugurata nel 1862, in occasione dell'apertura del tronco Segni-Ceprano. Fino al 30 aprile 1921 era denominata "Pofi Castro".
La stazione recentemente è stata declassata a fermata: infatti è stato rimosso il binario che veniva utilizzato per gli eventuali incroci e sono stati lasciati solamente i binari di corsa; inoltre sono stati rimossi i segnali di protezione sostituiti dal semplice avviso di fermata.
Questi interventi hanno comportato una ristrutturazione generale della stazione, in particolare del fabbricato viaggiatori.
Inoltre l'area adibita allo scalo merci ha subito la rimozione dell'armamento e oggi (2011) l'area ospita un ampio parcheggio di interscambio.

## Struttura ed impianti
Il fabbricato viaggiatori si compone di due livelli ma soltanto il piano terra è aperto al pubblico; i due livelli sono separati da una cornice marcapiano. L'edificio è in muratura ed è tinteggiato di giallo. La struttura si compone, al primo piano di quattro porte a centina, al secondo piano, di quattro finestre quadrate.
La stazione disponeva di uno scalo merci con annesso magazzino: nel 2011 lo scalo è stato smantellato e convertito a parcheggio di interscambio mentre il magazzino giace inutilizzato. L'architettura del magazzino è molto simile a quella delle altre stazioni ferroviarie italiane.
La pianta dei fabbricati è rettangolare.
Il piazzale è composto da due binari entrambi di corsa: il binario 1 viene utilizzato dai treni con numerazione pari, il binario 2 da quelli con numerazione dispari.
Tutti i binari sono dotati di banchina, riparati da una pensilina e collegati fra loro da un sottopassaggio accessibile ai disabili.
L'area dell'ex scalo merci ospita una Base Transceiver Station del servizio Global System for Mobile Communications-Railway di Rete Ferroviaria Italiana.

## Servizi
La stazione offre i seguenti servizi:
- Parcheggio di interscambio auto
- Sottopassaggio
- Capolinea autolinee Cotral
- Trasporto pubblico locale Cialone
- Sala di attesa
- Stazione accessibile ai disabili

## Movimento
Il servizio passeggeri è svolto in esclusiva da Trenitalia (controllata del gruppo Ferrovie dello Stato) per conto della Regione Lazio.
I treni  che effettuano servizio in questa stazione sono di tipo Regionale.
In totale sono cinquantatré i treni che tra feriali e festivi effettuano servizio in questa stazione. Le principali destinazioni sono: Roma Termini, Cassino, Frosinone e Caserta

## Interscambio
Nell'area dell'ex scalo merci è stato creato un parcheggio di interscambio.
Per quanto riguarda il trasporto pubblico, nel piazzale antistante il fabbricato viaggiatori è presente una fermata autobus. Il gestore del servizio è Cotral che viene effettuato dalle 4.30 alle 19.00; le principali destinazioni degli autobus sono Amaseno, Madonna del Piano, Vallecorsa. Inoltre fanno capolinea in questa stazione due linee urbane circolari di Cialone Tour e dal 26 ottobre 2020 si può raggiungere la città di Castro dei Volsci grazie a un servizio combinato treno + bus operato da Trenitalia e Cialone Tour.